# Ocrepeira darlingtoni
Ocrepeira darlingtoni là một loài nhện trong họ Araneidae.
Loài này thuộc chi Ocrepeira. Ocrepeira darlingtoni được Elizabeth Bangs Bryant miêu tả năm 1945.